# Anders Wilhelm Pereswetoff-Morath
Anders Wilhelm Pereswetoff-Morath, född 20 mars 1748 på Rådene herrgård i Rådene socken, Skaraborgs län, död 8 december 1817 i Linköping, var en svensk jurist och ämbetsman.

## Biografi
Pereswetoff-Morath, som tillhörde en svensk adlig släkt av ryskt ursprung, utbildades vid Lunds universitet och blev auskultant i Göta hovrätt 1764. Han utnämndes till vice häradshövding 1770 och blev 1774 landssekreterare i Linköpings län samt lagman 1786. Han ägde Kallerstad säteri i S:t Lars socken i Östergötland (från 1798) samt hus vid Stora torget i Linköping. Den så kallade Morathska villan eller Mamsellernas hus, nu i Gamla Linköping, uppfördes av honom vid sekelskiftet 1800 som bostadshus för hans anställda.

## Familj
Pereswetoff-Morath var yngst av åtta barn till överstelöjtnanten Carl Gustaf Pereswetoff-Morath i hans äktenskap med Hedvig Charlotta von Lietzen. Han var gift med grevinnan Anna Maria Reenstierna, dotter till hans närmaste överordnade, landshövdingen i Östergötlands län, greve Fredrik Ulrik Reenstierna, och Anna Maria Gyllenhöök. Paret hade två söner som bägge blev jurister, lagmannen Fredrik Carl Pereswetoff-Morath och kammarherren Wilhelm Pereswetoff-Morath. Makarna och deras äldste son ligger begravda på den Pereswetoff-Morathska familjegraven på Linköpings gamla griftegård.

## I litteratur och film
Pereswetoff-Morath figurerar bland annat i Tore Zetterholms roman Predikare-Lena (Norstedts 1974) och Gunnar Nirstedts roman Elefantupploppet i Skänninge år 1806 (Modernista 2023). I Pi Linds filmatisering av Predikare-Lena från 1976 gestaltas han av Fredrik Ohlsson.